# Erigeron eriocephalus
Erigeron eriocephalus — вид трав'янистих рослин родини айстрові (Asteraceae), поширений у Північній Америці, Північній Європі та Північній Азії. Етимологія: грец. εριον — «волохатий», грец. κεφαλη — «голова».

## Таксономічні примітки
Erigeron eriocephalus тісно пов'язаний з E. uniflorus і часто вважається підвидом E. uniflorus. Екологічно, два таксони відрізняються. Erigeron eriocephalus — рослина сонячних, сухих ділянок; Е. uniflorus — рослина вологих покритих снігом ділянок.

## Опис
Це багаторічні поодинокі трав'янисті рослини, часто в невеликих купинах з невеликими бічними пагонами від основного вертикального каудекса. Ці пагони можуть стати незалежними від материнської рослини, але тільки на дуже короткій відстані (1 см). Листки розміщені біля основи й на нижній частині стебел. Стебла, листки й приквітки голів з довгим колінчастим волоссям. Листки чергові. Прикореневі листки 4–5 см, оберненоланцетні або вузько оберненоланцетні, голі або з рідкими волосками, тупі. Стеблові листки 1–5 см, лінійні або вузько оберненоланцетні, гострі, густо вкриті білим, блискучим волоссям. Суцвіття — одна голова на кінці кожного стебла. Приквітки голів розміщені в кілька рядів, сильно розпростерті, 0.7–1 см, ланцетні, густо запушені білим, блискучим колінчастим волоссям; можуть виникнути деякі волоски з фіолетовими клітинними стінками. Крайові квіти язичкові, з приблизно 3 нечіткими зубчиками на вершині, (4)5–6 мм, білого або блідо-фіолетового кольору. Центральні квіти з трубчастими і жовтими віночками. Плоди — сім'янки з чубчиком. Численні плоди формуються в кожній голові.

## Поширення
Європа (Ісландія, Норвегія [вкл. Шпіцберген], Швеція, Фінляндія); Північна Америка (Ґренландія, Канада, Аляска — США).
Населяє арктичні зони й, можливо, гори в бореальних зонах.

## Відтворення
Статеве розмноження насінням; немає вегетативне розмноження. Квітки пристосовані до запилення комахами. Плоди пристосовані до поширення під дією вітру через їх чубчики.